# Wahlenbergia candollei
Wahlenbergia candollei  (лат.) — вид двудольных растений рода Валенбергия (Wahlenbergia) семейства Колокольчиковые (Campanulaceae). Впервые описан ботаником П. Туйном в 1960 году.

## Распространение, описание
Эндемик Мьянмы. Типовой экземпляр был собран Н. Валлихом близ Прома.
Терофит. Близок виду Wahlenbergia hookeri.

## Синонимы
Синонимичное название — Cephalostigma paniculatum A.DC..